# Козарез (полуостров)

Полуостров образован рекой Белой (1) и старицей (3А)

Козарез (Казарез) — полуостров (фактически), остров (на картах, в официальных документах) в Ленинском районе Уфы. Образован дугообразной старицей реки Белой и самой рекой. С юго-востока воды нет (в половодье возможно затопление). На острове находится одноимённая деревня (посёлок) численностью населения около 220 человек и СНТ «Козарез» и «Альбатрос».
На полуострове много леса (дуб, вяз).